# 莎拉·諾思魯普·霍利斯特
莎拉·伊麗莎白·布魯斯·諾思魯普·霍利斯特（英語：Sara Elizabeth Bruce Northrup Hollister，1924年4月8日—1997年12月19日）是美國奇幻小說作家L·羅恩·賀伯特的第二任妻子，賀伯特後來成為山達基教會的領袖。她在僞科學理論戴尼提的創造中發揮了重要作用，戴尼提後來最終演變為新宗教運動山達基（俗稱科學教）。
諾思魯普曾經是東方聖殿會（又譯東方神殿教、東方聖殿騎士團，簡稱O.T.O.）的帕薩迪納分會的主要人物，該會是由英國神秘學家阿萊斯特·克勞利創立的一個秘密結社，她在那裡被稱為「Soror [Sister] Cassap」。她與她的姐姐海倫（Helen）在青年時加入該會。從1941年到1945年，她與她姐姐的丈夫，也是帕薩迪納O.T.O.的負責人傑克·帕森斯發生動盪的關係。雖然她是一位忠誠而受歡迎的成員，但她卻得到破壞性的聲譽，令到克勞利譴責她為「吸血鬼」。她在1945年透過O.T.O.遇見賀伯特而開始與他發生關係。她隨後和賀伯特私奔，帶走了大量帕森斯的積蓄，並在一年後結婚，但賀伯特仍然與他的第一任妻子瑪格麗特·格魯布保持婚姻關係。
諾思魯普於1948年至1951年期間在《戴尼提：現代心靈健康科學》一書和「戴尼提」的理論發展中扮演著重要角色。她是賀伯特的私人聽析員，同時也是戴尼提基金會的董事會七名成員之一。然而，他們的婚姻深陷困境；賀伯特長期對她進行家庭暴力，并且綁架過她和他們的女嬰。賀伯特曾散布謠言指控說她是共產黨特務，並多次向聯邦調查局（FBI）告發她。FBI拒絕採取任何行動，并且將賀伯特描繪成「精神病患者」。她1951年發起離婚，最終與賀伯特的婚姻於1951年結束，並在洛杉磯報紙上引起了驚人的頭條新聞。賀伯特在與諾思魯普離婚之後，一直否認這段婚姻曾經存在。她後來與賀伯特的其中一名前僱員邁爾士·霍利斯特（Miles Hollister）結婚，並搬到夏威夷，後來搬到麻省，她於1997年在麻省去世。

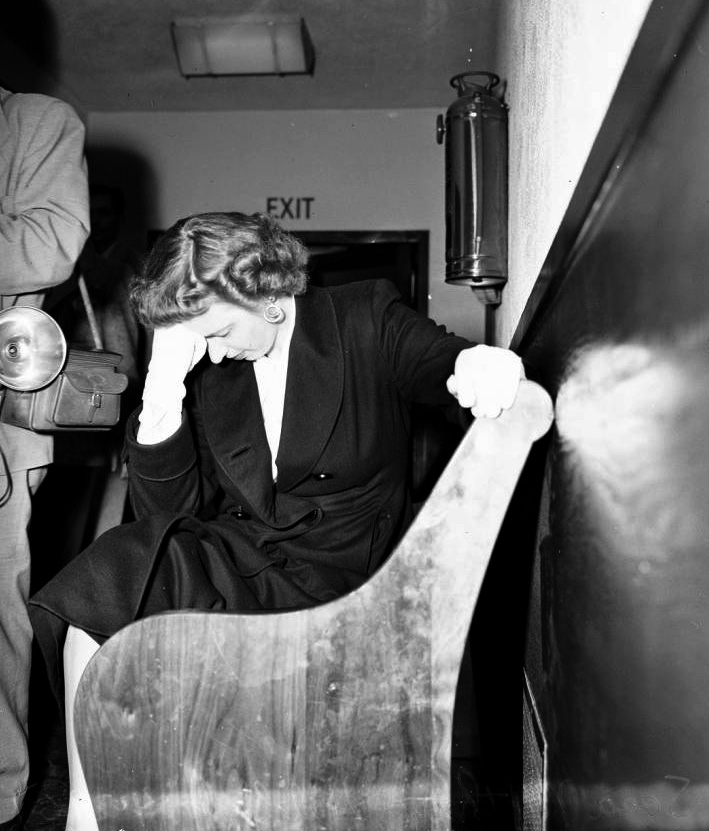
諾思魯普出息監護權聽證會，1951年4月24日。諾思魯普最終簽署賀伯特撰寫的聲明並協議離婚，獲得了女兒的撫養權。